# Pox Special
Pox Special var en albumserietidning (albumkollektion, albumserie) med vuxenserier från RSR Epix. Trots titeln rörde det sig inte enbart om album med serieskapare kända från tidningen Pox. Albumserien innehöll även serier av serieskapare från förlagets andra tidningar, främst Epix.

## Beskrivning
Bland de återkommande namnen fanns Édika, Milo Manara, Richard Corben, Robert Crumb, Gilbert Shelton och Georges Wolinski. Under 1985 publicerades tre antologinummer under titlarna Tung Metall, Kriminell Metall och Rock Metall. Detta förebådade den tidning som förlaget skulle komma att starta under 1986 – Tung Metall.
Pox Special särskiljde sig från Studio Epix – en annan av förlagets albumserier som utgavs vid samma tid – genom att innehålla en stor andel originalpublicerade serier. Studio Epix bestod å sin sida till största delen av återtryck av serier som tryckts följetongsvis i Epix och andra av förlagets tidningar.
Pox Special hade (i likhet med Studio Epix) både ISSN- och ISBN-märkning (för de enskilda albumen/numren). Det innebar att man kunde nå distribution både som tidning och bok.

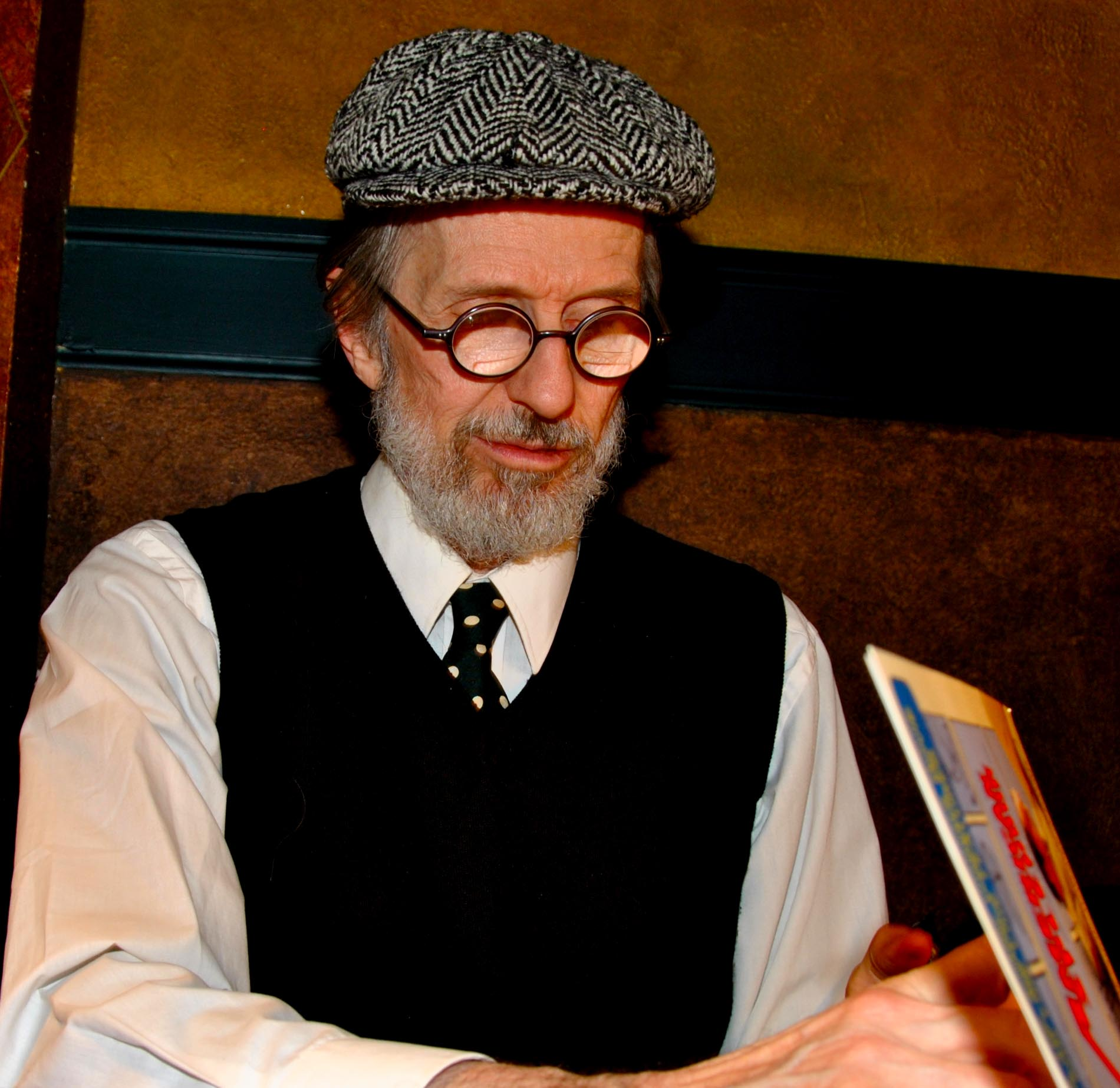
Första numret tillägnades Robert Crumb.

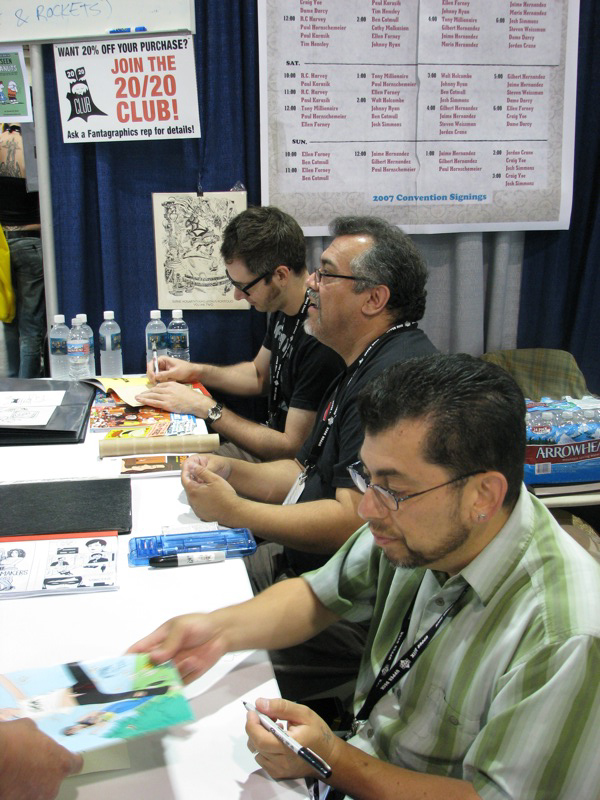
Jaime Hernandez och brodern Gilbert bidrog med serier ur sin tidning Love & Rockets

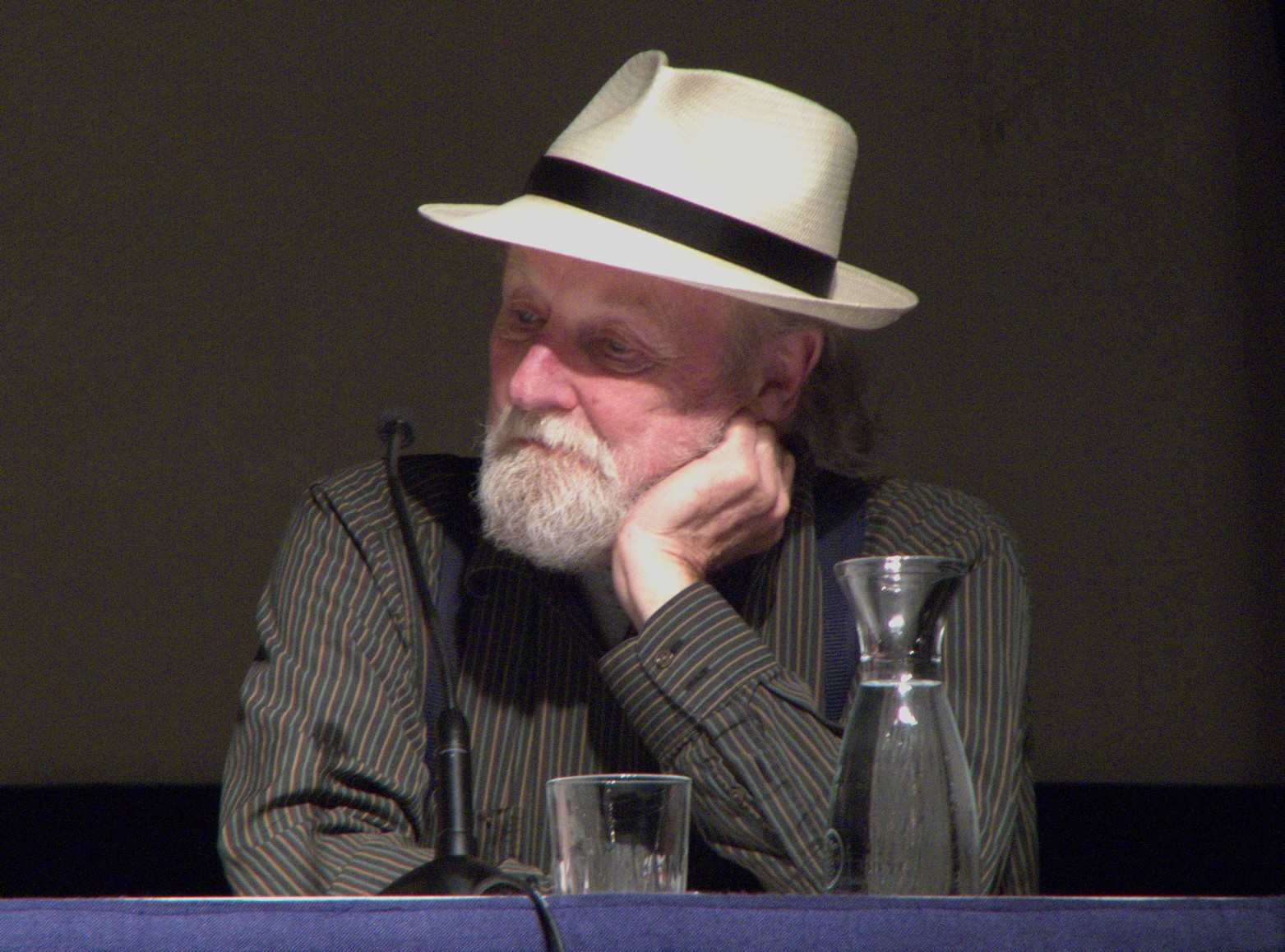
Gilbert Shelton syntes med Freak Brothers.

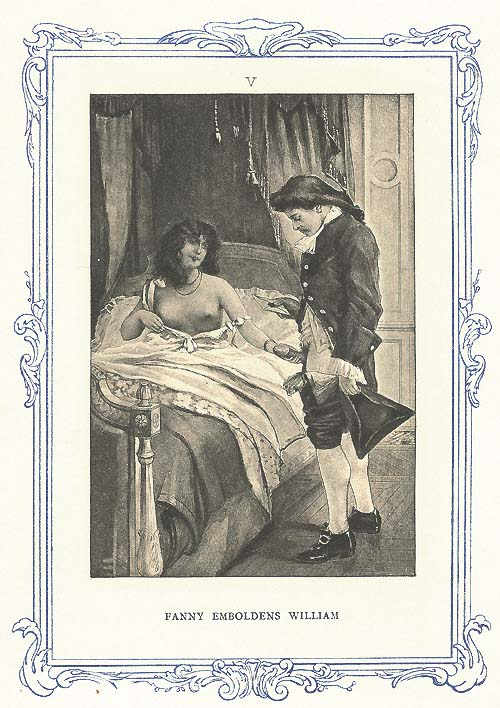
Den erotiska klassikern Fanny Hill kom i tecknad version (av Hunt Emerson).

## Utgivning[2][3][4]
| År (nr)   | Land och namn | Titel                                 |
| --------- | --- | ------------------------------------- |
| 1985 (01) | Robert Crumb | På dojan                              |
| 1985 (02) | Benoît Sokal | Canardo ger järnet                    |
| 1985 (03) | Richard Corben | Ur skuggorna                          |
| 1985 (04) | Pétillon, Mœbius, Caza, Bilal, Crespin, Druillet, Chaland, Voss, Montellier, Benoit                                                                     | Tung Metall                           |
| 1985 (05) | Édika | En söndagspromenad                    |
| 1985 (06) | Cossu, Pirus, Mœbius, Cornillon, Montellier, Kent Hutchinson, Caro, Halmos, Pirus                                                                       | Kriminell Metall                      |
| 1985 (07) | Milo Manara | Click                                 |
| 1985 (08) | Caro, Clerc & Jackson, Ferrandez & Rodolphe, Hé, Jano & Tramber, Loth & Montour, Sire & Pauchard, Voss                                                  | Rock Metall                           |
| 1986 (01) | Robert Crumb | Bombade skallar                       |
| 1986 (02) | Jaime Hernandez | Mekanix                               |
| 1986 (03) | Gilbert Shelton | Freak Brothers – en mexikansk tripp   |
| 1986 (04) | Alex Varenne | Franska bilder                        |
| 1986 (05) | Édika | Hemningslösa hämmakvällar             |
| 1986 (06) | Pichard & Wolinski | Paulette – bordellstrejken            |
| 1986 (07) | Richard Corben | Tidsfällan                            |
| 1986 (08) | Magnus | De 110 pillren                        |
| 1986 (09) | Gilbert Hernandez | Palomar                               |
| 1986 (10) | Alex Varenne | Erotic Opera                          |
| 1986 (11) | Vuillemin | Utsöndringar                          |
| 1986 (12) | Philippe Cavell & J M LoDuca efter John Cleland | Fanny Hill                            |
| 1987 (01) | Robert Crumb | Naturbarn                             |
| 1987 (02) | Foerster | Likstuvning                           |
| 1987 (03) | Muñoz & Sampayo | Alack Sinner – Viet Blues             |
| 1987 (04) | Carlos Trillo & Horacio Altuna | Drömmaskiner                          |
| 1987 (05) | Édika | Klassiska missfoster                  |
| 1987 (06) | Pichard & Wolinski | Paulette och kvinnocirkusen           |
| 1987 (07) | Reed Waller & Kate Worley | Omaha – California Blue               |
| 1987 (08) | Régine Deforges & Gérard Leclaire | Perversa sagor                        |
| 1987 (09) | Hunt Emerson efter D. H. Lawrence | Lady Chatterleys älskare              |
| 1987 (10) | Auteman, Bignon & Rodolphe, P. Buffin & J. Rodolphe, Cossu & Berthet, Gaillard & Cavatz, Hernu & Bucquoy, Zack Manini, Norma, Pichard, Vatine & Clément | Specialisten                          |
| 1987 (11) | Milo Manara | En doft av erotik                     |
| 1987 (12) | Carlos Trillo & Horacio Altuna | Fristen                               |
| 1988 (01) | Ralf König | Den frigjorde mannen                  |
| 1988 (02) | Gilbert Shelton & Paul Mavrides | Intergloballt med Freak Brothers      |
| 1988 (03) | William Messner-Loebs | Trappern                              |
| 1988 (04) | Larry Hancock & Michael Cherkas | Tyst invasion (bok 1.)                |
| 1989 (01) | Larry Hancock & Michael Cherkas | Tyst invasion – röda skuggor (bok 2.) |
| 1989 (02) | Édika | Gottet slut, allting slut             |
| 1989 (03) | Richard Corben | Fången i tiden                        |
| 1989 (04) | Massimo Mattioli | Squeak the Mouse                      |
| 1990 (01) | Édika | Korv med grädde                       |
| 1990 (02) | Reed Waller & Kate Worley | Omaha – skuggorna tätnar              |

## Bildgalleri

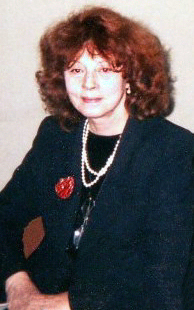
Régine Deforges skrev manus till Perversa sagor.
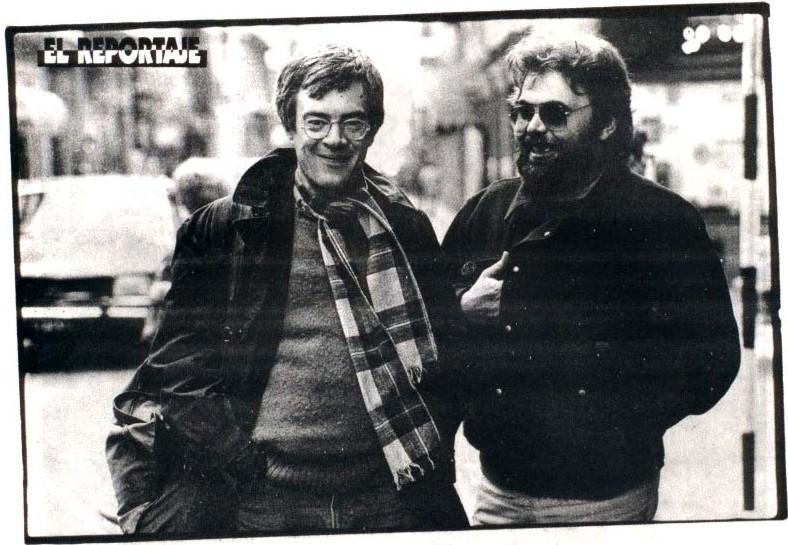
José Muñoz och Carlos Sampayo presenterade Alack Sinner.
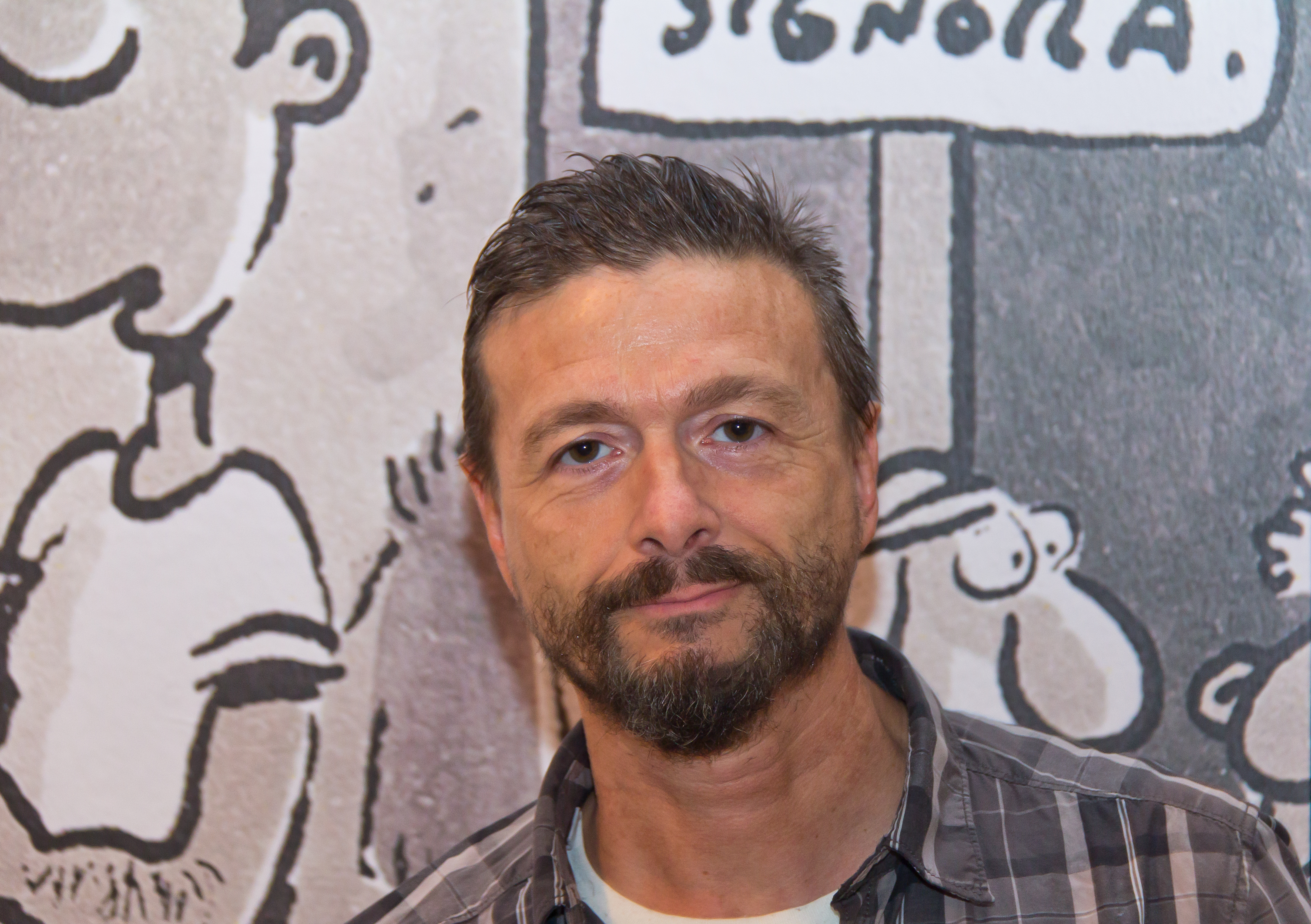
Ralf König, vars Den frigjorde mannen även blev långfilm.
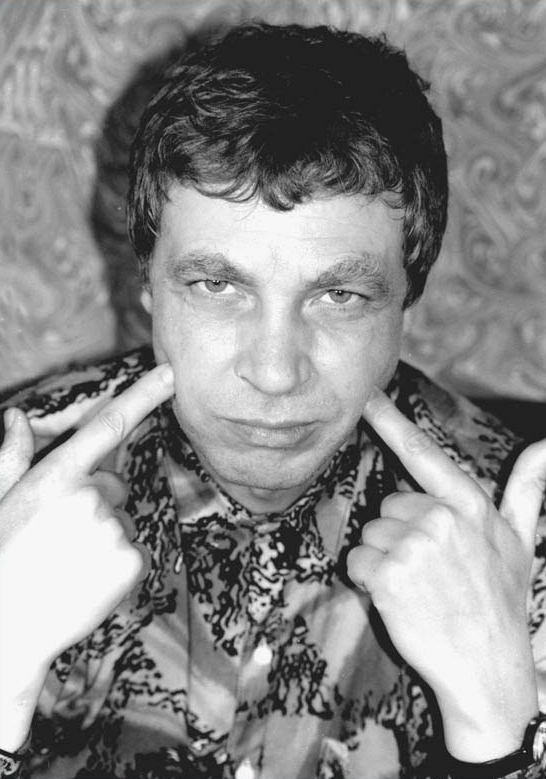
Massimo Mattioli bidrog med Squeak the Mouse.